# Солнечное (Озёрский городской округ)
Солнечное (до 1938 — Жамайчен (нем. Szameitschen), до 1946 — Брахманнсдорф (нем. Brahmannsdorf)) — посёлок в Озёрском городском округе, до 2014 года входил в состав Гавриловского сельского поселения.

## История
В 1938 году Жамайчен был переименован в Браманнсдорф, в честь уроженца населенного пункта доктора и профессора медицины Фридриха Густава фон Браманна. В 1946 году Браманнсдорф был переименован в поселок Солнечное.

## Население
| 1874 | 1910 | 2002 | 2010 |
| ---- | ---- | ---- | ---- |
| 100  | ↘93  | ↘35  | ↗44  |